# Can Keles
Can Keles (türkisch Can Keleş; * 2. September 2001) ist ein österreichischer Fußballspieler.

## Karriere

### Verein
Keles begann seine Karriere beim ESV Haidbrunn Wacker Wiener Neustadt. Zur Saison 2010/11 wechselte er zum SC Wiener Neustadt. Im September 2013 kam er in die Jugend des SK Rapid Wien. Zur Saison 2013/14 wechselte er in die Jugend des Stadtrivalen FK Austria Wien, bei dem er später auch in der Akademie sämtliche Altersstufen durchlaufen sollte.
Zur Saison 2018/19 rückte er in den Kader der zweiten Mannschaft der Austria, kam jedoch zu keinem Einsatz in jener Spielzeit. Im Juni 2020 debütierte er schließlich in der 2. Liga, als er am 21. Spieltag der Saison 2019/20 gegen den SV Lafnitz in der 71. Minute für Niels Hahn eingewechselt wurde.
Im Jänner 2021 stand er gegen den FC Admira Wacker Mödling erstmals im Kader der ersten Mannschaft. Sein Debüt für die Austria gab Keles mit 19 Jahren im Juli 2021 bei einem 4:0-Sieg im ÖFB-Cup gegen den Regionalligisten SV Spittal/Drau, bei dem er in der 87. Minute für Vesel Demaku eingewechselt wurde. Sein Startelfdebüt gab der Flügelstürmer ebenfalls im Cup, diesmal in der zweiten Runde gegen die Kapfenberger SV. Keles wurde in der 98. Minute für Matthias Braunöder ausgewechselt, ohne ihn unterlagen die Wiener dem Zweitligisten im Elfmeterschießen. Seinen Debüttreffer erzielte der Mittelfeldspieler bei seinem Bundesliga-Startelfdebüt am 23. Oktober 2021 gegen die SV Ried. Beim 4:1-Sieg schoss er das zwischenzeitliche 3:1 in der 54. Minute. Im März 2022 verlängerte Keles seinen Vertrag beim FK Austria Wien langfristig bis Sommer 2026. Insgesamt kam er für die Profis der Austria zu 38 Einsätzen in der Bundesliga, in denen er sechsmal traf.
Zur Saison 2023/24 wechselte er leihweise in die Türkei zum Fatih Karagümrük SK. Für Fatih Karagümrük kam er zu 35 Einsätzen in der Süper Lig, in denen er fünf Tore erzielte. Mit dem Team stieg er aber aus dem Oberhaus ab, nach dem Abstieg wurde er von Fatih fest verpflichtet. Zur Saison 2024/25 wurde er daraufhin direkt an den Erstligisten Beşiktaş Istanbul verkauft. Für Beşiktaş kam er im ersten Halbjahr aber nur zu drei Einsätzen in der Süper Lig. Im Jänner 2025 wurde er daraufhin innerhalb der Liga an Kasımpaşa Istanbul verliehen. Für Kasımpaşa kam er während der Leihe zu 16 Einsätzen in der Süper Lig.
Im August 2025 wurde er ein zweites Mal innerhalb der Süper Lig verliehen, diesmal an Kocaelispor.

### Nationalmannschaft
Keles spielte im Juni 2017 erstmals für eine österreichische Jugendnationalauswahl. Im August 2017 debütierte er gegen Finnland für das U-17-Team, für das er bis März 2018 elf Spiele absolvierte. Im April 2019 kam er gegen Deutschland zu seinem Debüt in der U-18-Mannschaft. In jenem Spiel erzielte er den Treffer zum 1:0-Endstand.